# Arta Terme
Arta Terme is een gemeente in de Italiaanse provincie Udine (regio Friuli-Venezia Giulia) en telt 2293 inwoners (31-12-2004). De oppervlakte bedraagt 52,7 km², de bevolkingsdichtheid is 43 inwoners per km².
De volgende frazioni maken deel uit van de gemeente: Avosacco, Cabia, Cedarchis, Lovea, Piano d'Arta, Piedim, Rivalpo, Valle.

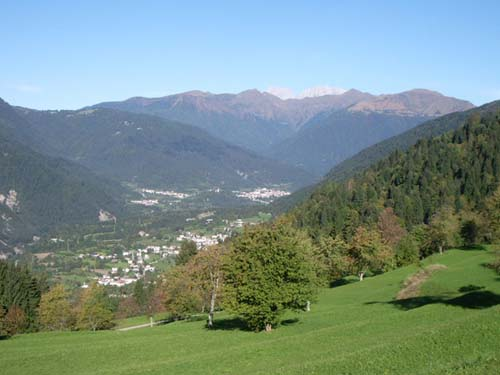
Omgeving van Arta Terme
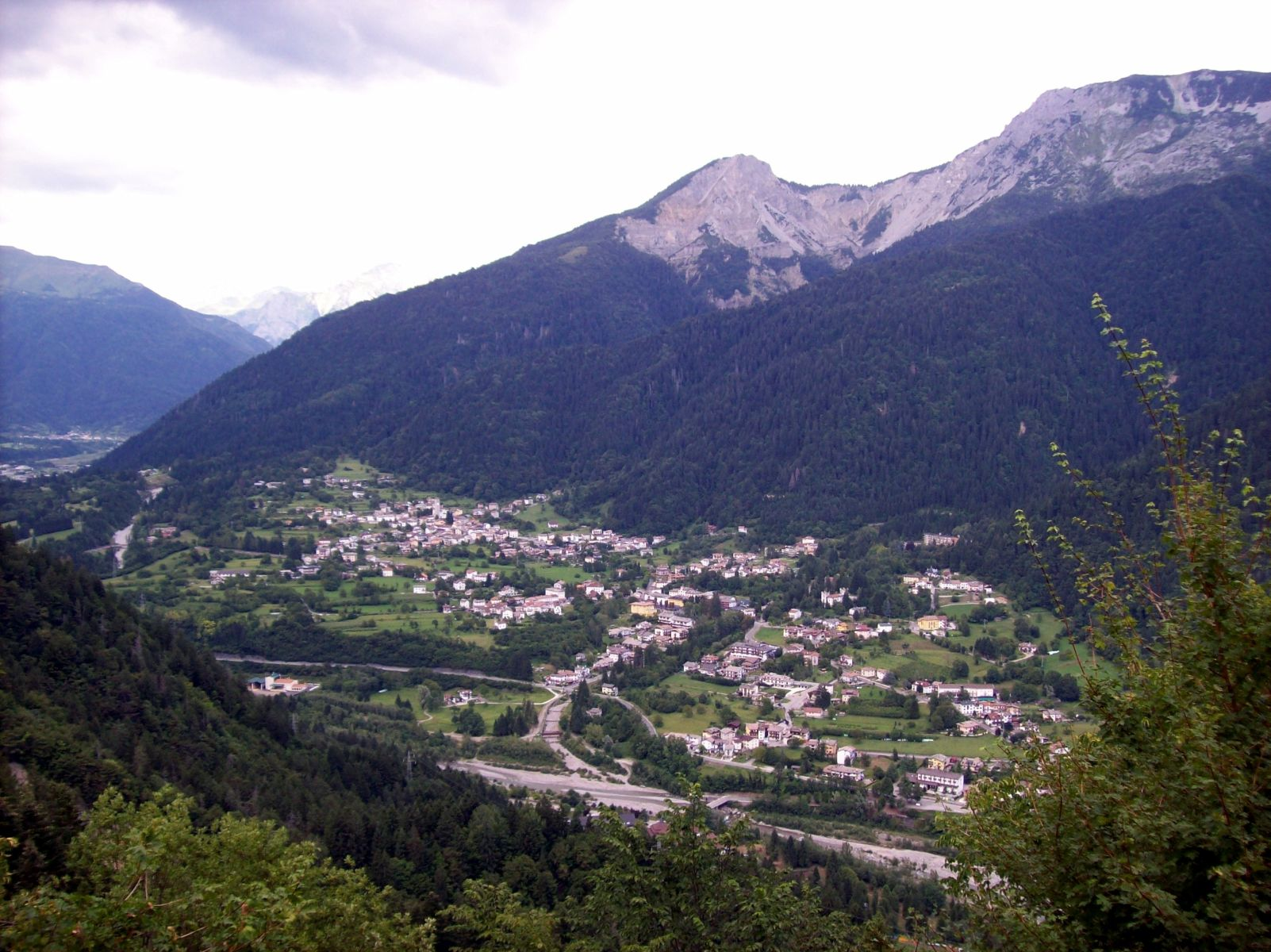
Arta Terme

## Demografie
Arta Terme telt ongeveer 991 huishoudens. Het aantal inwoners daalde in de periode 1991-2001 met 0,1% volgens cijfers uit de tienjaarlijkse volkstellingen van ISTAT.
| Jaar | Inwoneraantal |
| ---- | ------------- |
| 1991 | 2236          |
| 2001 | 2234          |

## Geografie
De gemeente ligt op ongeveer 422 m boven zeeniveau.
Arta Terme grenst aan de volgende gemeenten: Moggio Udinese, Paluzza, Paularo, Sutrio, Tolmezzo, Treppo Carnico, Zuglio.